# Черен блатар
Черният блатар (Circus maurus) е вид птица от семейство Ястребови (Accipitridae). Видът е световно застрашен, със статут Уязвим.

## Разпространение
Разпространен е в Лесото, Намибия и Южна Африка.